# Somatina centrofasciaria
Somatina centrofasciaria là một loài bướm đêm trong họ Geometridae.